# Oliver Kegel
Oliver Michael Kegel (Berlijn, 14 juni 1961) is een Duits kanovaarder.
Kegel won tijdens de Olympische Zomerspelen 1992 de gouden medaille K-4 1000 meter.
Kegel werd zowel in 1991 als in 1993 tweemaal wereldkampioen.

## Belangrijkste resultaten

### Olympische Zomerspelen
| Editie | Plaats      | Resultaten   |
| ------ | ----------- | ------------ |
| 1984   | Los Angeles | 8e K-4 1000m |
| 1992   | Barcelona   | K-4 1000m    |

### Wereldkampioenschappen vlakwater
| Jaar | Plaats      | Resultaten                           |
| ---- | ----------- | ------------------------------------ |
| 1987 | Duisburg    | K-4 10.000 m                         |
| 1991 | Parijs      | K-4 500 m · K-4 10000 m · K-4 1000 m |
| 1993 | Kopenhagen  | K-4 1000 m · K-4 10000 m · K-4 500 m |
| 1994 | Mexico-stad | K-4 1000 m                           |

1964: Anatoli Grisjin & Vjatsjeslav Ionov & Vladimir Morozov & Nikolai Tsjoezjikov ·
1968: Steinar Amundsen & Tore Berger & Jan Johansen & Egil Søby ·
1972: Valeri Didenko & Joeri Filatov & Vladimir Morozov & Joeri Stetsenko ·
1976: Aleksandr Degtjarev & Joeri Filatov & Vladimir Morozov & Sergej Tsjoechrai ·
1980: Bernd Duvigneau & Rüdiger Helm & Harald Marg & Bernd Olbricht ·
1984: Grant Bramwell & Ian Ferguson & Paul MacDonald & Alan Thompson ·
1988: Attila Ábrahám & Ferenc Csipes & Zsolt Gyulay & Sándor Hódosi ·
1992: Mario von Appen & Oliver Kegel & Thomas Reineck & André Wohllebe ·
1996: Detlef Hofmann & Thomas Reineck & Olaf Winter & Mark Zabel ·
2000: Gábor Horváth & Zoltán Kammerer & Botond Storcz & Ákos Vereckei ·
2004: Gábor Horváth & Zoltán Kammerer & Botond Storcz & Ákos Vereckei ·
2008: Abalmasaw & Litvintsjoek & Machnew & Pjatroesjenka ·
2012: Jacob Clear & Dave Smith & Tate Smith & Murray Stewart ·
2016: Marcus Groß & Max Hoff & Tom Liebscher & Max Rendschmidt